# Nils Hellsten
Nils Hellsten (n. 19 februarie 1886, Stockholm, Suedia-Norvegia – d. 12 aprilie 1962, Stockholm, Suedia) a fost un scrimer suedez, medaliat olimpic. A participat la 2 ediții ale Jocurilor Olimpice (1924, 1928) în care a câștigat o medalie de bronz.